# Augustine Ezeali Inya
Augustine Ezeali Inya (Aba, 22 de marzo de 1999) es un futbolista nigeriano que se desempeña como mediocampista ofensivo.

## Trayectoria

### Inicios
Ezeali debutó en el fútbol profesional, en el Nnewi United de su país, aunque se desconoce la fecha, y cuántos partidos jugó con dicho equipo. Luego, en 2018 fue fichado por el MFM FC de la primera división de aquel país. Al año siguiente fue fichado por el Mighty Jets de la segunda división.

### Su paso por AC Barnechea y retorno al fútbol nigeriano
En 2020, dio un sorpresivo rumbo a su carrera al fichar por el club chileno AC Barnechea de la Primera B de aquel país, con un contrato de dos años, habiendo realizado algunas pruebas con dicho equipo. Sin embargo, su paso en el equipo precordillerano no fue el esperado, al no haber jugado ni un solo encuentro. Al año siguiente regresó a su país, para jugar por el Ekiti United.

### Rodelindo Román
En marzo de 2022, volvió a Chile tras ser fichado por el Rodelindo Román de la Segunda División Profesional, siendo presentado como «un refuerzo de otro planeta», a través de la cuenta de Instagram del club.
Su debut ocurrió el 4 de abril de dicho año, ante Trasandino, en un encuentro válido por la primera jornada de la temporada 2022, terminando 1-1, con Ezeali recibiendo una tarjeta amarilla. El 16 de abril marcó su primer gol, en una goleada de su equipo por 5-1 sobre Deportes Limache.
Su segundo gol ocurrió en la fecha siguiente, el 25 de abril ante Deportes Valdivia, ganando su equipo por 3-0. El 8 de mayo recibió su primera expulsión, al minuto 17 del partido ante San Marcos de Arica.
Su tercer gol se dio en una derrota por 2-1 frente al equipo del Real San Joaquín, por el "clásico de la comuna homónima", siendo el triunfo parcial de su equipo, al minuto 49.

### Real San Joaquín
En 2023, fue fichado por el Real San Joaquín, de la Segunda División Profesional, habiendo jugado cinco partidos aquella temporada. El 5 de agosto de 2024, hizo su primer gol con el club, siendo el empate transitorio en una derrota por 2-1 frente a Lautaro de Buin.

## Clubes
| Club             | País    | Año       |
| ---------------- | ------- | --------- |
| Nnewi United     | Nigeria | 201?-2018 |
| MFM FC           | Nigeria | 2018      |
| Mighty Jets      | Nigeria | 2019-2020 |
| AC Barnechea     | Chile   | 2020      |
| Ekiti United     | Nigeria | 2021-2022 |
| Rodelindo Román  | Chile   | 2022      |
| Real San Joaquín | Chile   | 2023-2024 |